# Коле Сан Бенедето (Мачерата)
Коле Сан Бенедето (итал. Colle San Benedetto) насеље је у Италији у округу Мачерата, региону Марке.
Према процени из 2011. у насељу је живело 10 становника. Насеље се налази на надморској висини од 772 м.